# 쉐리 잭슨

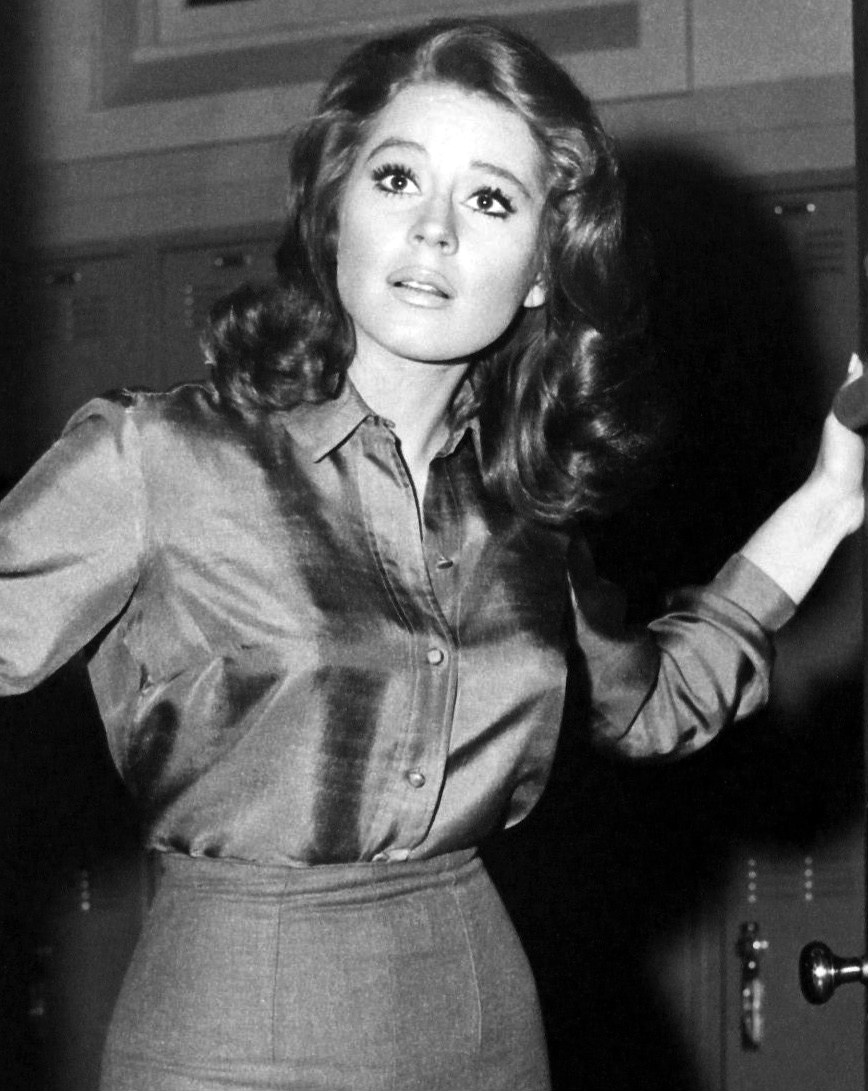

쉐리 잭슨(Sherry Jackson, 1942년 2월 15일 ~ )은 미국의 배우이다.

## 출연 작품
- 두 얼굴의 사나이 2 (1979년)
- 건 (1967년)
- 허클베리 핀의 모험 (1960년)
- 선셋 77번가 (1958년)
- 딜론 보안관 (1955년)
- 디즈니랜드 (1954년)
- 트러블 어롱 더 웨이 (1953년)
- 파티마의 기적 (1952년)
- 위대한 카루소 (1951년)

### 텔레비전
- 배트맨 (1966)
- 서부를 향해 달려라 (1967-68)
- 명탐정 바나비 존즈 (1978)